# Campeonato Europeu de Futebol Feminino Sub-19 de 2011
O Campeonato Europeu de Futebol Feminino Sub-19 de 2011 foi a 14ª edição do torneio europeu de futebol feminino destinado a atletas com menos de 19 anos de idade. A disputa aconteceu na Itália entre os dias 30 de Maio e 11 de Junho e serviu de qualificação para a Copa do Mundo de Futebol Feminino Sub-20 de 2012. Estavam elegíveis para jogar atletas nascidas após 1 de Janeiro de 1992.
Na final a Alemanha bateu a Noruega por 8−1 e conquistou o seu sexto título continental.

## Times classificados
A Itália estava previamente classificada como sede. A Bélgica classificou-se como melhor segunda colocada da segunda fase de qualificação. Os outros seis times se classificaram como campeões de seus grupos da segunda fase de qualificação.
| - Itália - Bélgica - Alemanha - Países Baixos | - Noruega - Rússia - Espanha - Suíça |

## Fase de grupos
O sorteio foi realizado em 14 de Abril de 2011 em Cervia, Itália.

### Grupo A
| Team    | Pld | W | D | L | GF | GA | GD | Pts |
| ------- | --- | - | - | - | -- | -- | -- | --- |
| Itália  | 3   | 3 | 0 | 0 | 6  | 2  | +4 | 9   |
| Suíça   | 3   | 1 | 1 | 1 | 4  | 2  | +2 | 4   |
| Rússia  | 3   | 1 | 1 | 1 | 4  | 3  | +1 | 4   |
| Bélgica | 3   | 0 | 0 | 3 | 3  | 10 | −7 | 0   |

| 30 Maio 2011 | Itália                       | 2 − 1  | Rússia        |  |
| 17:00        | Coppola 3' · Alborghetti 53' | Report | Koltakova 13' |  |

| 30 Maio 2011 | Suíça                                                 | 4 − 1  | Bélgica |  |
| 17:00        | Aigbogun 23' · Saner 35' · Probst 89' · Fässler 90+3' | Report | Aga 58' |  |

| 2 Junho 2011 | Itália      | 1 − 0  | Suíça |  |
| 17:00        | Coppola 84' | Report |       |  |

| 2 Junho 2011 | Rússia                             | 3 − 1  | Bélgica           |  |
| 17:00        | Cholovyaga 22', 62' · Ananyeva 64' | Report | Vanhaevermaet 36' |  |

| 5 Junho 2011 | Bélgica | 1 − 3  | Itália                                        |  |
| 17:00        | Aga 30' | Report | Salvai 64' · Filippozzi 67' · Alborghetti 69' |  |

| 5 Junho 2011 | Rússia | 0 − 0  | Suíça |  |
| 17:00        |        | Report |       |  |

### Grupo B
| Team          | Pld | W | D | L | GF | GA | GD | Pts |
| ------------- | --- | - | - | - | -- | -- | -- | --- |
| Alemanha      | 3   | 3 | 0 | 0 | 6  | 2  | +4 | 9   |
| Noruega       | 3   | 2 | 0 | 1 | 9  | 4  | +5 | 6   |
| Países Baixos | 3   | 0 | 1 | 2 | 2  | 6  | −4 | 1   |
| Espanha       | 3   | 0 | 1 | 2 | 2  | 7  | −5 | 1   |

| 30 Maio 2011 | Alemanha                                    | 3 − 1  | Noruega      |  |
| 17:00        | Schmid 26' · Lotzen 45+1' · Hegenauer 90+3' | Report | Bjånesøy 35' |  |

| 30 Maio 2011 | Espanha       | 1 − 1  | Países Baixos |  |
| 17:00        | Beristain 11' | Report | Rijsdijk 49'  |  |

| 2 Junho 2011 | Alemanha     | 1 − 0  | Espanha |  |
| 17:00        | Beckmann 57' | Report |         |  |

| 2 Junho 2011 | Noruega                        | 3 − 0  | Países Baixos |  |
| 17:00        | Bjånesøy 6', 57' · Hegland 39' | Report |               |  |

| 5 Junho 2011 | Países Baixos     | 1 − 2  | Alemanha                   |  |
| 17:00        | van de Sanden 58' | Report | Lotzen 67' · Rudelic 90+1' |  |

| 5 Junho 2011 | Noruega                                                           | 5 − 1  | Espanha            |  |
| 17:00        | Bjånesøy 7', 90' · An. Hegerberg 33' · Hegland 45+1' · Reiten 85' | Report | Knudsen 61' (o.g.) |  |

### Fase final
|  | Semi-finals | Semi-finals | Semi-finals |          |         | Final   | Final | Final |  |
|  |             |             |             |          |         |         |       |       |  |
|  | Itália      | Itália      | 2           |          |         |         |       |       |  |
|  | Itália      | Itália      | 2           |          |         |         |       |       |  |
|  | Noruega     | Noruega     | 3           |          |         |         |       |       |  |
|  | Noruega     | Noruega     | 3           |          | Noruega | Noruega | 1     |       |  |
|  |             |             |             |          | Noruega | Noruega | 1     |       |  |
|  |             |             | Alemanha    | Alemanha | 8       |         |       |       |  |
|  | Alemanha    | Alemanha    | Alemanha    | Alemanha | 8       | 3       |       |       |  |
|  | Alemanha    | Alemanha    |             |          |         |         |       |       |  |
|  | Suíça       | Suíça       | 1           |          |         |         |       |       |  |

#### Semi-finais
| 8 Junho 2011 | Itália                  | 2 − 3  | Noruega                                   |  |
| 17:00        | Lecce 22' · Coppola 49' | Report | Bjånesøy 12' · Hegerberg 48' · Hansen 65' |  |

| 8 Junho 2011 | Alemanha                                     | 3 − 1  | Suíça       |  |
| 20:00        | Petzelberger 20' · Beckmann 54' · Lotzen 84' | Report | Canetta 38' |  |

## Premiação
| Campeonato Europeu Sub-19 Feminino de 2011 |
| Seleção Alemã de Futebol Feminino          |
| ------------------------------------------ |
| ALEMANHA Hexacampeã (6º título)            |